# Nieznajomi (film 2008)
Nieznajomi (tytuł oryg. The Strangers) – amerykański film fabularny (horror) z 2008 roku.

## Fabuła
Dla Kristen i Jamesa to miała być niezwykła noc. Oboje wracali z wesela przyjaciół i pojechali do domu letniego Jamesa. O czwartej rano dobiega pukanie do drzwi. Jest to zabłąkana kobieta. Od tej pory zaczynają się ich kłopoty.

## Obsada
- Liv Tyler − Kristen McKay
- Scott Speedman − James Hoyt
- Gemma Ward − kobieta w masce
- Glenn Howerton − Mike
- Kip Weeks − mężczyzna w masce

i inni

### Inspiracje
Zgodnie z notatkami produkcyjnymi, film został zainspirowany przez wydarzenia z dzieciństwa reżysera Bryana Bertino: nieznajomy przyszedł do jego domu, pytając o kogoś, kogo tam nie było. Bertino później dowiedział się, że tej nocy włamano się do domów, które stały puste. W swoim wywiadzie Bertino oświadczał, że jest „bardzo zaskoczony” jedną z teorii krążących w Internecie na temat „prawdziwych wydarzeń”, na których film rzekomo opierają, ale powiedział, że jego głównym natchnieniem jest Helter Skelter, prawdziwa książka kryminalna o morderstwach w rodzinie Mansona.
Podobny wątek włamania i mordu poruszyli w starszym o dwa lata filmie Oni David Moreau i Xavier Palud.

## Kontynuacja
W 2018 roku w kinach ukazał się sequel, Nieznajomi: Ofiarowanie (The Strangers: Prey at Night) w reżyserii Johannesa Robertsa.
Scenariusz do filmu napisał Bryan Bertino, reżyser pierwszej części.